# Campeonato Europeu de Andebol Masculino de 2022
O Campeonato Europeu de Andebol (português europeu) ou Handebol (português brasileiro) Masculino de 2022 foi a 15ª edição deste evento, promovido pela Federação Europeia de Andebol. Com sede na Hungria e Eslováquia, entre 13 e 30 de janeiro de 2024. Sendo a segunda a contar com 24 seleções nacionais e foi vencido pela Suécia.

## Candidaturas
Quatorze nações inicialmente expressaram interesse em sediar o torneio:
- Bélgica,  Espanha e  França
- Chéquia,  Hungria e  Eslováquia
- Dinamarca,  Alemanha e  Suíça
- Macedônia do Norte
- Rússia e  Bielorrússia
- Lituânia

No entanto, quando expirou o prazo para apresentação das propostas finais, foram recebidas as seguintes candidaturas:
- Bélgica,  Espanha e  França
- Dinamarca e  Suíça  (retirou-se pouco antes da votação)
- Hungria &  Eslováquia

Em 20 de junho de 2018, no 14º Congresso Ordinário da EHF realizado em Glasgow, na Escócia. A Hungria e a Eslováquia foi selecionada para sediar a competição.

## Formato
O formato terá 24 seleções divididas em seis grupos de quatro times cada. Os dois primeiros de cada grupo irão para a segunda fase. As 12 equipes classificadas na primeira fase são divididas em dois grupos de seis equipes cada. As duas primeiras equipes de cada grupo avançam para a semifinal, com os vencedores disputando a final.

## Sedes
A seguir está todos os locais e cidades-sede que serão usados.
| Budapest            | Debrecen          | Szeged            |
| ------------------- | ----------------- | ----------------- |
| MVM Dome            | Főnix Arena       | Pick Aréna        |
| Capacidade: 20,022  | Capacidade: 6,500 | Capacidade: 8,143 |
|                     |                   |                   |
| Bratislava          | Košice            |                   |
| Ondrej Nepela Arena | Steel Aréna       |                   |
| Capacidade: 10,000  | Capacidade: 7,900 |                   |
|                     |                   |                   |

## Marketing
O logotipo e slogan oficiais foram revelados em 25 de janeiro de 2020 no Congresso Extraordinário da EHF em Estocolmo. O logotipo inclui as cores nacionais de ambas as nações anfitriãs – vermelho, verde, branco e azul, formando o handebol e um olho, e está intimamente relacionado ao lema do evento “Assista aos jogos, veja mais”, destacando as muitas oportunidades para os torcedores nos seis locais.

## Qualificação
A qualificação para a fase final ocorreu entre janeiro de 2019 e maio de 2021. As duas seleções anfitriãs, Hungria e Eslováquia, e as duas seleções mais bem colocadas do campeonato anterior, Espanha e Croácia, foram automaticamente qualificadas, restando um total de 40 seleções nacionais. para competir pelas 20 vagas restantes no torneio final.
A competição consistiu em três rodadas: duas fases de qualificação e uma rodada de rebaixamento. A primeira fase de qualificação envolveu equipes que não participaram da segunda rodada do torneio de qualificação de 2020. As duas melhores equipes avançaram para uma rodada de rebaixamento, onde se juntaram à melhor equipe europeia do Campeonato das Nações Emergentes da IHF de 2019 e aos três quartos colocados com pior classificação da segunda rodada da qualificação de 2020. Os três vencedores das partidas a duas mãos da fase de rebaixamento avançaram para a segunda e última fase de qualificação, juntando-se às restantes 21 equipas que participaram no campeonato de 2020 e às restantes oito equipas que foram eliminadas na segunda eliminatória da qualificação de 2020. Essas 32 equipes foram divididas em oito grupos por quatro equipes, com as duas primeiras equipes e as quatro terceiras melhores classificadas se classificando.

### Histórico dos Classificados
| País                 | Qualificado como                | Qualificado em         | Participações anteriores                                                                |
| -------------------- | ------------------------------- | ---------------------- | --------------------------------------------------------------------------------------- |
| Hungria              | Sede                            | 20 de Junho de 2018    | 12 (1994, 1996, 1998, 2004, 2006, 2008, 2010, 2012, 2014, 2016, 2018, 2020)             |
| Eslováquia           | Sede                            | 20 de Junho de 2018    | 3 (2006, 2008, 2012)                                                                    |
| Espanha              | Campeonato Europeu 2020         | 24 de Janeiro de 2020  | 14 (1994, 1996, 1998, 2000, 2002, 2004, 2006, 2008, 2010, 2012, 2014, 2016, 2018, 2020) |
| Croácia              | Campeonato Europeu 2020         | 24 de Janeiro de 2020  | 14 (1994, 1996, 1998, 2000, 2002, 2004, 2006, 2008, 2010, 2012, 2014, 2016, 2018, 2020) |
| Alemanha             | Grupo 2                         | 10 de Janeiro de 2021  | 13 (1994, 1996, 1998, 2000, 2002, 2004, 2006, 2008, 2010, 2012, 2016, 2018, 2020)       |
| Sérvia               | Grupo 1                         | 8 de Fevereiro de 2021 | 6 (2010, 2012, 2014, 2016, 2018, 2020)                                                  |
| Suécia               | Grupo 8                         | 28 de Abril de 2021    | 13 (1994, 1996, 1998, 2000, 2002, 2004, 2008, 2010, 2012, 2014, 2016, 2018, 2020)       |
| Rússia               | Grupo 3                         | 28 de Abril de 2021    | 13 (1994, 1996, 1998, 2000, 2002, 2004, 2006, 2008, 2010, 2012, 2014, 2016, 2020)       |
| Dinamarca            | Grupo 7                         | 28 de Abril de 2021    | 13 (1994, 1996, 2000, 2002, 2004, 2006, 2008, 2010, 2012, 2014, 2016, 2018, 2020)       |
| Macedônia do Norte   | Grupo 7                         | 28 de Abril de 2021    | 6 (1998, 2012, 2014, 2016, 2018, 2020)                                                  |
| França               | Grupo 1                         | 29 de Abril de 2021    | 14 (1994, 1996, 1998, 2000, 2002, 2004, 2006, 2008, 2010, 2012, 2014, 2016, 2018, 2020) |
| Noruega              | Grupo 6                         | 29 de Abril de 2021    | 9 (2000, 2006, 2008, 2010, 2012, 2014, 2016, 2018, 2020)                                |
| Bielorrússia         | Grupo 6                         | 29 de Abril de 2021    | 6 (1994, 2008, 2014, 2016, 2018, 2020)                                                  |
| Portugal             | Grupo 4                         | 29 de Abril de 2021    | 6 (1994, 2000, 2002, 2004, 2006, 2020)                                                  |
| Islândia             | Grupo 4                         | 29 de Abril de 2021    | 11 (2000, 2002, 2004, 2006, 2008, 2010, 2012, 2014, 2016, 2018, 2020)                   |
| Eslovênia            | Grupo 5                         | 29 de Abril de 2021    | 12 (1994, 1996, 2000, 2002, 2004, 2006, 2008, 2010, 2012, 2016, 2018, 2020)             |
| Países Baixos        | Grupo 5                         | 29 de Abril de 2021    | 1 (2020)                                                                                |
| Áustria              | Grupo 2                         | 2 de Maio de 2021      | 4 (2010, 2014, 2018, 2020)                                                              |
| Chéquia              | Grupo 3                         | 2 de Maio de 2021      | 10 (1996, 1998, 2002, 2004, 2008, 2010, 2012, 2014, 2018, 2020)                         |
| Montenegro           | Grupo 8                         | 2 de Maio de 2021      | 5 (2008, 2014, 2016, 2018, 2020)                                                        |
| Bósnia e Herzegovina | Qualificação Melhores Terceiros | 2 de Maio de 2021      | 1 (2020)                                                                                |
| Polônia              | Qualificação Melhores Terceiros | 2 de Maio de 2021      | 9 (2002, 2004, 2006, 2008, 2010, 2012, 2014, 2016, 2020)                                |
| Ucrânia              | Qualificação Melhores Terceiros | 2 de Maio de 2021      | 6 (2000, 2002, 2004, 2006, 2010, 2020)                                                  |
| Lituânia             | Qualificação Melhores Terceiros | 2 de Maio de 2021      | 1 (1998)                                                                                |

1 Negrito indica o campeão do referido ano
2 Itálico indica país sede do referido campeonato

## Sorteio
O sorteio ocorreu em 6 de maio de 2021 em Budapeste, na Hungria.

### Potes
Os potes foram anunciadas em 3 de maio de 2021. Os países organizadores tinham o direito de atribuir uma equipe a cada um dos grupos que escolhessem devido ao potencial interesse dos espectadores. A Hungria (atribuída ao grupo B) selecionou a Croácia (atribuída ao grupo C) e a Eslovênia (atribuída ao grupo A), enquanto a Eslováquia (atribuída ao grupo F) selecionou a Alemanha (atribuída ao grupo D) e a República Checa (atribuída ao grupo E).
| Pote 1                                                                       | Pote 2                                                        | Pote 3                                                                                | Pote 4                                                                           |
| ---------------------------------------------------------------------------- | ------------------------------------------------------------- | ------------------------------------------------------------------------------------- | -------------------------------------------------------------------------------- |
| Espanha · Croácia (C1) · Noruega · Eslovênia (A1) · Alemanha (D1) · Portugal | Suécia · Hungria (B2) · Rússia · Dinamarca · Sérvia · Áustria | Eslovênia (F3) · Bielorrússia · Islândia · Chéquia (E3) · França · Macedônia do Norte | Países Baixos · Montenegro · Ucrânia · Polônia · Bósnia e Herzegovina · Lituânia |

## Árbitros
Os pares de árbitros foram selecionados em 10 de setembro de 2021.Mais dois pares foram selecionados em 10 de janeiro de 2022.
| Árbitros   | Árbitros                                |
| ---------- | --------------------------------------- |
| Áustria    | Radojko Brkic Andrei Jusufhodzic        |
| Croácia    | Matija Gubica Boris Milošević           |
| Chéquia    | Václav Horáček Jiří Novotný             |
| Dinamarca  | Mads Hansen Jesper Madsen               |
| França     | Charlotte Bonaventura Julie Bonaventura |
| Alemanha   | Robert Schulze Tobias Tönnies           |
| Hungria    | Ádám Bíró Olivér Kiss                   |
| Islândia   | Jónas Elíasson Anton Pálsson            |
| Lituânia   | Vaidas Mažeika Mindaugas Gatelis        |
| Montenegro | Ivan Pavićević Miloš Ražnatović         |

| Árbitros           | Árbitros                         |
| ------------------ | -------------------------------- |
| Macedônia do Norte | Slave Nikolov Gjorgji Nachevski  |
| Noruega            | Lars Jørum Håvard Kleven         |
| Portugal           | Duarte Santos Ricardo Fonseca    |
| Roménia            | Bogdan Stark Romeo Ştefan        |
| Sérvia             | Nenad Nikolić Dušan Stojković    |
| Eslováquia         | Boris Mandák Mário Rudinský      |
| Eslovênia          | Bojan Lah David Sok              |
| Espanha            | Andreu Marín Ignacio García      |
| Suécia             | Mirza Kurtagic Mattias Wetterwik |
| Suíça              | Arthur Brunner Morad Salah       |

## Fase preliminar
Todos as partidas estão no fuso oficial Brasília.
|  | Qualificadas para a Fase Principal |

Critérios de desempate: 1) pontos; 2) confronto direto; 3) diferença de gols no confronto direto; 4) número de gols feitos no confronto direto; 5) diferença de gols.

### Grupo A
| Pos | Equipe             | Pts | J | V | E | D | GP | GC | SG  |
| --- | ------------------ | --- | - | - | - | - | -- | -- | --- |
| 1   | Dinamarca          | 6   | 3 | 3 | 0 | 0 | 95 | 65 | +30 |
| 2   | Montenegro         | 4   | 3 | 2 | 0 | 1 | 82 | 86 | −4  |
| 3   | Eslovênia          | 2   | 3 | 1 | 0 | 2 | 82 | 92 | −10 |
| 4   | Macedônia do Norte | 0   | 3 | 0 | 0 | 3 | 70 | 86 | −16 |

| 13 de Janeiro 14:00 | Eslovênia | 27–25     | Macedônia do Norte | Főnix Hall, Debrecen Público: 2,034 Árbitros: Brkić, Jusufhodžić |
| 13 de Janeiro 14:00 | Dolenec 5 | (13–10)   | C. Kuzmanoski 8    | Főnix Hall, Debrecen Público: 2,034 Árbitros: Brkić, Jusufhodžić |
| 13 de Janeiro 14:00 | 6× 1×     | Relatório | 2× 1×              | Főnix Hall, Debrecen Público: 2,034 Árbitros: Brkić, Jusufhodžić |

| 13 de Janeiro 16:30 | Dinamarca    | 30–21     | Montenegro   | Főnix Hall, Debrecen Público: 2,142 Árbitros: Stark, Ştefan |
| 13 de Janeiro 16:30 | M. Hansen 10 | (18–10)   | B. Vujović 7 | Főnix Hall, Debrecen Público: 2,142 Árbitros: Stark, Ştefan |
| 13 de Janeiro 16:30 | 4×           | Relatório | 5× 2×        | Főnix Hall, Debrecen Público: 2,142 Árbitros: Stark, Ştefan |

| 15 de Janeiro 14:00 | Macedônia do Norte | 24–28     | Montenegro            | Főnix Hall, Debrecen Público: 2,625 Árbitros: Gatelis, Mažeika |
| 15 de Janeiro 14:00 | Velkovski 6        | (16–17)   | Anđelić, M. Vujović 6 | Főnix Hall, Debrecen Público: 2,625 Árbitros: Gatelis, Mažeika |
| 15 de Janeiro 14:00 | 2× 1×              | Relatório | 5× 3×                 | Főnix Hall, Debrecen Público: 2,625 Árbitros: Gatelis, Mažeika |

| 15 de Janeiro 16:30 | Eslovênia   | 23–34     | Dinamarca   | Főnix Hall, Debrecen Público: 3,812 Árbitros: Marín, García |
| 15 de Janeiro 16:30 | Mačkovšek 6 | (14–16)   | M. Hansen 8 | Főnix Hall, Debrecen Público: 3,812 Árbitros: Marín, García |
| 15 de Janeiro 16:30 | 5×          | Relatório | 4× 1×       | Főnix Hall, Debrecen Público: 3,812 Árbitros: Marín, García |

| 17 de Janeiro 14:00 | Montenegro   | 33–32     | Eslovênia         | Főnix Hall, Debrecen Público: 1,203 Árbitros: Kurtagic, Wetterwik |
| 17 de Janeiro 14:00 | B. Vujović 9 | (16–19)   | Dolenec, Kodrin 6 | Főnix Hall, Debrecen Público: 1,203 Árbitros: Kurtagic, Wetterwik |
| 17 de Janeiro 14:00 | 7× 1×        | Relatório | 5× 1×             | Főnix Hall, Debrecen Público: 1,203 Árbitros: Kurtagic, Wetterwik |

| 17 de Janeiro 16:30 | Macedônia do Norte | 21–31     | Dinamarca    | Főnix Hall, Debrecen Público: 1,561 Árbitros: Mandák, Rudinský |
| 17 de Janeiro 16:30 | Peševski 6         | (11–15)   | Kirkeløkke 9 | Főnix Hall, Debrecen Público: 1,561 Árbitros: Mandák, Rudinský |
| 17 de Janeiro 16:30 | 3×                 | Relatório | 2× 1×        | Főnix Hall, Debrecen Público: 1,561 Árbitros: Mandák, Rudinský |

### Grupo B
| Pos | Equipe        | Pts | J | V | E | D | GP | GC | SG |
| --- | ------------- | --- | - | - | - | - | -- | -- | -- |
| 1   | Islândia      | 6   | 3 | 3 | 0 | 0 | 88 | 82 | +6 |
| 2   | Países Baixos | 4   | 3 | 2 | 0 | 1 | 91 | 88 | +3 |
| 3   | Hungria       | 2   | 3 | 1 | 0 | 2 | 89 | 92 | −3 |
| 4   | Portugal      | 0   | 3 | 0 | 0 | 3 | 85 | 91 | −6 |

| 13 de Janeiro 16:30 | Hungria | 28–31     | Países Baixos | MVM Dome, Budapest Público: 20,022 Árbitros: Kurtagic, Wetterwik |
| 13 de Janeiro 16:30 | Lékai 8 | (10–13)   | Smits 11      | MVM Dome, Budapest Público: 20,022 Árbitros: Kurtagic, Wetterwik |
| 13 de Janeiro 16:30 | 5× 1×   | Relatório | 5× 1×         | MVM Dome, Budapest Público: 20,022 Árbitros: Kurtagic, Wetterwik |

| 14 de Janeiro 16:30 | Portugal          | 24–28     | Islândia     | MVM Dome, Budapest Público: 6,205 Árbitros: Schulze, Tönnies |
| 14 de Janeiro 16:30 | Iturriza, Silva 4 | (10–14)   | Guðjónsson 5 | MVM Dome, Budapest Público: 6,205 Árbitros: Schulze, Tönnies |
| 14 de Janeiro 16:30 | 4× 2×             | Relatório | 4× 1×        | MVM Dome, Budapest Público: 6,205 Árbitros: Schulze, Tönnies |

| 16 de Janeiro 14:00 | Portugal                | 30–31     | Hungria | MVM Dome, Budapest Público: 20,022 Árbitros: Horáček, Novotný |
| 16 de Janeiro 14:00 | Martins, Silva, Areia 5 | (15–14)   | Máthé 8 | MVM Dome, Budapest Público: 20,022 Árbitros: Horáček, Novotný |
| 16 de Janeiro 14:00 | 6× 1×                   | Relatório | 6×      | MVM Dome, Budapest Público: 20,022 Árbitros: Horáček, Novotný |

| 16 de Janeiro 16:30 | Islândia     | 29–28     | Países Baixos | MVM Dome, Budapest Público: 14,587 Árbitros: Brkić, Jusufhodžić |
| 16 de Janeiro 16:30 | Guðjónsson 8 | (15–13)   | Smits 13      | MVM Dome, Budapest Público: 14,587 Árbitros: Brkić, Jusufhodžić |
| 16 de Janeiro 16:30 | 7× 1×        | Relatório | 6×            | MVM Dome, Budapest Público: 14,587 Árbitros: Brkić, Jusufhodžić |

| 18 de Janeiro 14:00 | Islândia  | 31–30     | Hungria   | MVM Dome, Budapest Público: 20,022 Árbitros: Marín, García |
| 18 de Janeiro 14:00 | Elísson 9 | (17–17)   | Bánhidi 6 | MVM Dome, Budapest Público: 20,022 Árbitros: Marín, García |
| 18 de Janeiro 14:00 | 6× 1×     | Relatório | 6× 2× 1×  | MVM Dome, Budapest Público: 20,022 Árbitros: Marín, García |

| 18 de Janeiro 16:30 | Países Baixos | 32–31     | Portugal   | MVM Dome, Budapest Público: 11,287 Árbitros: Jørum, Kleven |
| 18 de Janeiro 16:30 | Smits 8       | (17–13)   | Iturriza 7 | MVM Dome, Budapest Público: 11,287 Árbitros: Jørum, Kleven |
| 18 de Janeiro 16:30 | 5× 1×         | Relatório | 7× 1×      | MVM Dome, Budapest Público: 11,287 Árbitros: Jørum, Kleven |

### Grupo C
| Pos | Equipe  | Pts | J | V | E | D | GP | GC  | SG  |
| --- | ------- | --- | - | - | - | - | -- | --- | --- |
| 1   | França  | 6   | 3 | 3 | 0 | 0 | 92 | 70  | +22 |
| 2   | Croácia | 4   | 3 | 2 | 0 | 1 | 83 | 72  | +11 |
| 3   | Sérvia  | 2   | 3 | 1 | 0 | 2 | 76 | 75  | +1  |
| 4   | Ucrânia | 0   | 3 | 0 | 0 | 3 | 71 | 105 | −34 |

| 13 de Janeiro 14:00 | Sérvia  | 31–23     | Ucrânia  | Pick Aréna, Szeged Público: 4,658 Árbitros: Jørum, Kleven |
| 13 de Janeiro 14:00 | Kukić 7 | (17–11)   | Horiha 6 | Pick Aréna, Szeged Público: 4,658 Árbitros: Jørum, Kleven |
| 13 de Janeiro 14:00 | 3× 1×   | Relatório | 6× 1×    | Pick Aréna, Szeged Público: 4,658 Árbitros: Jørum, Kleven |

| 13 de Janeiro 16:30 | Croácia | 22–27     | França   | Pick Aréna, Szeged Público: 5,422 Árbitros: Horáček, Novotný |
| 13 de Janeiro 16:30 | Čupić 6 | (11–13)   | Descat 7 | Pick Aréna, Szeged Público: 5,422 Árbitros: Horáček, Novotný |
| 13 de Janeiro 16:30 | 3× 2×   | Relatório | 1×       | Pick Aréna, Szeged Público: 5,422 Árbitros: Horáček, Novotný |

| 15 de Janeiro 14:00 | França | 36–23     | Ucrânia  | Pick Aréna, Szeged Público: 8,143 Árbitros: Mandák, Rudinský |
| 15 de Janeiro 14:00 | Nahi 5 | (17–11)   | Horiha 7 | Pick Aréna, Szeged Público: 8,143 Árbitros: Mandák, Rudinský |
| 15 de Janeiro 14:00 | 4× 1×  | Relatório | 2× 3× 1× | Pick Aréna, Szeged Público: 8,143 Árbitros: Mandák, Rudinský |

| 15 de Janeiro 16:30 | Croácia             | 23–20     | Sérvia        | Pick Aréna, Szeged Público: 8,143 Árbitros: Schulze, Tönnies |
| 15 de Janeiro 16:30 | Čupić, Martinović 6 | (11–9)    | Radivojević 5 | Pick Aréna, Szeged Público: 8,143 Árbitros: Schulze, Tönnies |
| 15 de Janeiro 16:30 | 6× 1×               | Relatório | 4× 1×         | Pick Aréna, Szeged Público: 8,143 Árbitros: Schulze, Tönnies |

| 17 de Janeiro 14:00 | Ucrânia     | 25–38     | Croácia             | Pick Aréna, Szeged Público: 4,038 Árbitros: Stark, Ştefan |
| 17 de Janeiro 14:00 | Artemenko 5 | (13–18)   | Martinović, Šipić 7 | Pick Aréna, Szeged Público: 4,038 Árbitros: Stark, Ştefan |
| 17 de Janeiro 14:00 | 5× 1×       | Relatório | 5× 1×               | Pick Aréna, Szeged Público: 4,038 Árbitros: Stark, Ştefan |

| 17 de Janeiro 16:30 | França | 29–25     | Sérvia        | Pick Aréna, Szeged Público: 4,038 Árbitros: Gatelis, Mažeika |
| 17 de Janeiro 16:30 | Mahé 6 | (16–7)    | Radivojević 7 | Pick Aréna, Szeged Público: 4,038 Árbitros: Gatelis, Mažeika |
| 17 de Janeiro 16:30 | 5× 1×  | Relatório | 4× 2×         | Pick Aréna, Szeged Público: 4,038 Árbitros: Gatelis, Mažeika |

### Grupo D
| Pos | Equipe       | Pts | J | V | E | D | GP | GC | SG  |
| --- | ------------ | --- | - | - | - | - | -- | -- | --- |
| 1   | Alemanha     | 6   | 3 | 3 | 0 | 0 | 97 | 81 | +16 |
| 2   | Polônia      | 4   | 3 | 2 | 0 | 1 | 88 | 81 | +7  |
| 3   | Bielorrússia | 2   | 3 | 1 | 0 | 2 | 78 | 88 | −10 |
| 4   | Áustria      | 0   | 3 | 0 | 0 | 3 | 86 | 99 | −13 |

| 14 de Janeiro 14:00 | Alemanha           | 33–29     | Bielorrússia       | Ondrej Nepela Arena, Bratislava Público: 1,271 Árbitros: Lah, Sok |
| 14 de Janeiro 14:00 | Häfner, Schiller 8 | (17–18)   | Kulesh, Vailupau 7 | Ondrej Nepela Arena, Bratislava Público: 1,271 Árbitros: Lah, Sok |
| 14 de Janeiro 14:00 | 5× 1×              | Relatório | 5× 1×              | Ondrej Nepela Arena, Bratislava Público: 1,271 Árbitros: Lah, Sok |

| 14 de Janeiro 16:30 | Áustria   | 31–36     | Polônia  | Ondrej Nepela Arena, Bratislava Público: 1,530 Árbitros: Hansen, Madsen |
| 14 de Janeiro 16:30 | Frimmel 8 | (14–17)   | Moryto 9 | Ondrej Nepela Arena, Bratislava Público: 1,530 Árbitros: Hansen, Madsen |
| 14 de Janeiro 16:30 | 5×        | Relatório | 2× 1×    | Ondrej Nepela Arena, Bratislava Público: 1,530 Árbitros: Hansen, Madsen |

| 16 de Janeiro 14:00 | Alemanha    | 34–29     | Áustria   | Ondrej Nepela Arena, Bratislava Público: 1,485 Árbitros: Gubica, Milošević |
| 16 de Janeiro 14:00 | Kastening 9 | (15–16)   | Frimmel 9 | Ondrej Nepela Arena, Bratislava Público: 1,485 Árbitros: Gubica, Milošević |
| 16 de Janeiro 14:00 | 4×          | Relatório | 4×        | Ondrej Nepela Arena, Bratislava Público: 1,485 Árbitros: Gubica, Milošević |

| 16 de Janeiro 16:30 | Bielorrússia | 20–29     | Polônia     | Ondrej Nepela Arena, Bratislava Público: 2,500 Árbitros: Bonaventura, Bonaventura |
| 16 de Janeiro 16:30 | Vailupau 5   | (11–14)   | Krajewski 7 | Ondrej Nepela Arena, Bratislava Público: 2,500 Árbitros: Bonaventura, Bonaventura |
| 16 de Janeiro 16:30 | 4×           | Relatório | 1×          | Ondrej Nepela Arena, Bratislava Público: 2,500 Árbitros: Bonaventura, Bonaventura |

| 18 de Janeiro 14:00 | Polônia  | 23–30     | Alemanha   | Ondrej Nepela Arena, Bratislava Público: 1,076 Árbitros: Nikolov, Nachevski |
| 18 de Janeiro 14:00 | Moryto 7 | (12–15)   | Steinert 9 | Ondrej Nepela Arena, Bratislava Público: 1,076 Árbitros: Nikolov, Nachevski |
| 18 de Janeiro 14:00 | 5× 1×    | Relatório | 6× 1×      | Ondrej Nepela Arena, Bratislava Público: 1,076 Árbitros: Nikolov, Nachevski |

| 18 de Janeiro 16:30 | Bielorrússia | 29–26     | Áustria   | Ondrej Nepela Arena, Bratislava Público: 835 Árbitros: Mandák, Rudinský |
| 18 de Janeiro 16:30 | Vailupau 8   | (16–16)   | Bozovic 7 | Ondrej Nepela Arena, Bratislava Público: 835 Árbitros: Mandák, Rudinský |
| 18 de Janeiro 16:30 | 2× 1×        | Relatório | 5× 1×     | Ondrej Nepela Arena, Bratislava Público: 835 Árbitros: Mandák, Rudinský |

### Grupo E
| Pos | Equipe               | Pts | J | V | E | D | GP | GC | SG  |
| --- | -------------------- | --- | - | - | - | - | -- | -- | --- |
| 1   | Espanha              | 6   | 3 | 3 | 0 | 0 | 88 | 78 | +10 |
| 2   | Suécia               | 3   | 3 | 1 | 1 | 1 | 85 | 77 | +8  |
| 3   | Chéquia              | 3   | 3 | 1 | 1 | 1 | 80 | 74 | +6  |
| 4   | Bósnia e Herzegovina | 0   | 3 | 0 | 0 | 3 | 61 | 85 | −24 |

Desempate: República Tcheca 27–27 Suécia
| 13 de Janeiro 14:00 | Espanha    | 28–26     | Chéquia  | Ondrej Nepela Arena, Bratislava Público: 1,173 Árbitros: Pavićević, Ražnatović |
| 13 de Janeiro 14:00 | Gurbindo 6 | (14–11)   | Hrstka 6 | Ondrej Nepela Arena, Bratislava Público: 1,173 Árbitros: Pavićević, Ražnatović |
| 13 de Janeiro 14:00 | 2× 1×      | Relatório | 7× 2×    | Ondrej Nepela Arena, Bratislava Público: 1,173 Árbitros: Pavićević, Ražnatović |

| 13 de Janeiro 16:30 | Suécia  | 30–18     | Bósnia e Herzegovina | Ondrej Nepela Arena, Bratislava Público: 1,268 Árbitros: Bíró, Kiss |
| 13 de Janeiro 16:30 | Wanne 6 | (17–11)   | S. Burić 4           | Ondrej Nepela Arena, Bratislava Público: 1,268 Árbitros: Bíró, Kiss |
| 13 de Janeiro 16:30 | 1×      | Relatório | 4× 1×                | Ondrej Nepela Arena, Bratislava Público: 1,268 Árbitros: Bíró, Kiss |

| 15 de Janeiro 14:00 | Chéquia | 27–19     | Bósnia e Herzegovina | Ondrej Nepela Arena, Bratislava Público: 1,994 Árbitros: Bonaventura, Bonaventura |
| 15 de Janeiro 14:00 | Klíma 8 | (12–9)    | Hamidović 5          | Ondrej Nepela Arena, Bratislava Público: 1,994 Árbitros: Bonaventura, Bonaventura |
| 15 de Janeiro 14:00 | 4× 1×   | Relatório | 5× 1×                | Ondrej Nepela Arena, Bratislava Público: 1,994 Árbitros: Bonaventura, Bonaventura |

| 15 de Janeiro 16:30 | Espanha     | 32–28     | Suécia  | Ondrej Nepela Arena, Bratislava Público: 2,159 Árbitros: Brunner, Salah |
| 15 de Janeiro 16:30 | Fernández 8 | (17–14)   | Wanne 8 | Ondrej Nepela Arena, Bratislava Público: 2,159 Árbitros: Brunner, Salah |
| 15 de Janeiro 16:30 | 4×          | Relatório | 3× 1×   | Ondrej Nepela Arena, Bratislava Público: 2,159 Árbitros: Brunner, Salah |

| 17 de Janeiro 14:00 | Bósnia e Herzegovina | 24–28     | Espanha  | Ondrej Nepela Arena, Bratislava Público: 1,162 Árbitros: Lah, Sok |
| 17 de Janeiro 14:00 | Karačić 6            | (14–12)   | Casado 7 | Ondrej Nepela Arena, Bratislava Público: 1,162 Árbitros: Lah, Sok |
| 17 de Janeiro 14:00 | 6×                   | Relatório | 2×       | Ondrej Nepela Arena, Bratislava Público: 1,162 Árbitros: Lah, Sok |

| 17 de Janeiro 16:30 | Chéquia         | 27–27     | Suécia           | Ondrej Nepela Arena, Bratislava Público: 1,368 Árbitros: Gubica, Milošević |
| 17 de Janeiro 16:30 | Babák, Piroch 5 | (11–12)   | Sandell, Wanne 5 | Ondrej Nepela Arena, Bratislava Público: 1,368 Árbitros: Gubica, Milošević |
| 17 de Janeiro 16:30 | 4× 1×           | Relatório | 3× 1×            | Ondrej Nepela Arena, Bratislava Público: 1,368 Árbitros: Gubica, Milošević |

### Grupo F
| Pos | Equipe    | Pts | J | V | E | D | GP | GC | SG  |
| --- | --------- | --- | - | - | - | - | -- | -- | --- |
| 1   | Rússia    | 6   | 3 | 3 | 0 | 0 | 88 | 76 | +12 |
| 2   | Noruega   | 4   | 3 | 2 | 0 | 1 | 92 | 77 | +15 |
| 3   | Eslovênia | 2   | 3 | 1 | 0 | 2 | 83 | 97 | −14 |
| 4   | Lituânia  | 0   | 3 | 0 | 0 | 3 | 82 | 95 | −13 |

| 13 de Janeiro 14:00 | Rússia      | 29–27     | Lituânia      | Steel Aréna, Košice Público: 902 Árbitros: Elíasson, Pálsson |
| 13 de Janeiro 14:00 | Kosorotov 9 | (14–9)    | Malašinskas 5 | Steel Aréna, Košice Público: 902 Árbitros: Elíasson, Pálsson |
| 13 de Janeiro 14:00 | 6× 1×       | Relatório | 3× 1×         | Steel Aréna, Košice Público: 902 Árbitros: Elíasson, Pálsson |

| 13 de Janeiro 16:30 | Noruega | 35–25     | Eslovênia | Steel Aréna, Košice Público: 1,568 Árbitros: Brunner, Salah |
| 13 de Janeiro 16:30 | Toft 5  | (15–11)   | Urban 6   | Steel Aréna, Košice Público: 1,568 Árbitros: Brunner, Salah |
| 13 de Janeiro 16:30 | 5× 1×   | Relatório | 2× 1×     | Steel Aréna, Košice Público: 1,568 Árbitros: Brunner, Salah |

| 15 de Janeiro 14:00 | Eslovênia | 31–26     | Lituânia      | Steel Aréna, Košice Público: 1,504 Árbitros: Nikolov, Nachevski |
| 15 de Janeiro 14:00 | Urban 7   | (15–8)    | Malašinskas 8 | Steel Aréna, Košice Público: 1,504 Árbitros: Nikolov, Nachevski |
| 15 de Janeiro 14:00 | 8× 1×     | Relatório | 4×            | Steel Aréna, Košice Público: 1,504 Árbitros: Nikolov, Nachevski |

| 15 de Janeiro 16:30 | Noruega    | 22–23     | Rússia      | Steel Aréna, Košice Público: 1,967 Árbitros: Pavićević, Ražnatović |
| 15 de Janeiro 16:30 | Barthold 7 | (12–14)   | Zhitnikov 7 | Steel Aréna, Košice Público: 1,967 Árbitros: Pavićević, Ražnatović |
| 15 de Janeiro 16:30 | 4× 3×      | Relatório | 4× 1×       | Steel Aréna, Košice Público: 1,967 Árbitros: Pavićević, Ražnatović |

| 17 de Janeiro 14:00 | Eslovênia | 27–36     | Rússia      | Steel Aréna, Košice Público: 1,290 Árbitros: Hansen, Madsen |
| 17 de Janeiro 14:00 | Prokop 8  | (9–19)    | Kosorotov 7 | Steel Aréna, Košice Público: 1,290 Árbitros: Hansen, Madsen |
| 17 de Janeiro 14:00 | 4×        | Relatório |             | Steel Aréna, Košice Público: 1,290 Árbitros: Hansen, Madsen |

| 17 de Janeiro 16:30 | Lituânia      | 29–35     | Noruega             | Steel Aréna, Košice Público: 1,705 Árbitros: Bíró, Kiss |
| 17 de Janeiro 16:30 | Malašinskas 8 | (16–16)   | Barthold, Sagosen 7 | Steel Aréna, Košice Público: 1,705 Árbitros: Bíró, Kiss |
| 17 de Janeiro 16:30 | 5×            | Relatório | 2×                  | Steel Aréna, Košice Público: 1,705 Árbitros: Bíró, Kiss |

## Fase Principal
Os pontos obtidos contra outras equipes na fase preliminar do mesmo grupo são válidos para esta fase.
|  | Classificados para Quartas de Final |
|  | Disputa do 5º Lugar                 |

Critérios de desempate: 1) pontos; 2) confronto direto; 3) diferença de gols no confronto direto; 4) número de gols feitos no confronto direto; 5) diferença de gols.

### Grupo I
| Pos | Equipe        | Pts | J | V | E | D | GP  | GC  | SG  |
| --- | ------------- | --- | - | - | - | - | --- | --- | --- |
| 1   | França        | 8   | 5 | 4 | 0 | 1 | 148 | 131 | +17 |
| 2   | Dinamarca     | 8   | 5 | 4 | 0 | 1 | 149 | 123 | +26 |
| 3   | Islândia      | 6   | 5 | 3 | 0 | 2 | 138 | 124 | +14 |
| 4   | Croácia       | 3   | 5 | 1 | 1 | 3 | 124 | 136 | −12 |
| 5   | Países Baixos | 3   | 5 | 1 | 1 | 3 | 137 | 156 | −19 |
| 6   | Montenegro    | 2   | 5 | 1 | 0 | 4 | 134 | 160 | −26 |

Desempate: Dinamarca 29–30 França
Desempate: Holanda 28–28 Croácia; Croácia −12 SD; Holanda −19 SD
| 20 de Janeiro 11:30 | Montenegro               | 32–26     | Croácia | MVM Dome, Budapest Público: 5,037 Árbitros: Jørum, Kleven |
| 20 de Janeiro 11:30 | B. Vujović, M. Vujović 7 | (15–9)    | Čupić 7 | MVM Dome, Budapest Público: 5,037 Árbitros: Jørum, Kleven |
| 20 de Janeiro 11:30 | 6×                       | Relatório | 3×      | MVM Dome, Budapest Público: 5,037 Árbitros: Jørum, Kleven |

| 20 de Janeiro 14:00 | França  | 34–24     | Países Baixos    | MVM Dome, Budapest Público: 5,055 Árbitros: Schulze, Tönnies |
| 20 de Janeiro 14:00 | Minne 8 | (15–12)   | Baijens, Smits 4 | MVM Dome, Budapest Público: 5,055 Árbitros: Schulze, Tönnies |
| 20 de Janeiro 14:00 | 6× 1×   | Relatório | 4× 1×            | MVM Dome, Budapest Público: 5,055 Árbitros: Schulze, Tönnies |

| 20 de Janeiro 16:30 | Dinamarca | 28–24     | Islândia    | MVM Dome, Budapest Público: 5,060 Árbitros: Kurtagic, Wetterwik |
| 20 de Janeiro 16:30 | Gidsel 9  | (17–14)   | Magnússon 8 | MVM Dome, Budapest Público: 5,060 Árbitros: Kurtagic, Wetterwik |
| 20 de Janeiro 16:30 | 4× 1×     | Relatório | 6× 1×       | MVM Dome, Budapest Público: 5,060 Árbitros: Kurtagic, Wetterwik |

| 22 de Janeiro 11:30 | Montenegro          | 30–34     | Países Baixos | MVM Dome, Budapest Público: 11,360 Árbitros: Horáček, Novotný |
| 22 de Janeiro 11:30 | Čepić, B. Vujović 6 | (16–18)   | Smits 9       | MVM Dome, Budapest Público: 11,360 Árbitros: Horáček, Novotný |
| 22 de Janeiro 11:30 | 3×                  | Relatório | 5×            | MVM Dome, Budapest Público: 11,360 Árbitros: Horáček, Novotný |

| 22 de Janeiro 14:00 | França                   | 21–29     | Islândia     | MVM Dome, Budapest Público: 11,394 Árbitros: Nikolov, Nachevski |
| 22 de Janeiro 14:00 | Minne, Tournat, Descat 5 | (10–17)   | Magnússon 10 | MVM Dome, Budapest Público: 11,394 Árbitros: Nikolov, Nachevski |
| 22 de Janeiro 14:00 | 4× 1×                    | Relatório | 3× 1×        | MVM Dome, Budapest Público: 11,394 Árbitros: Nikolov, Nachevski |

| 22 de Janeiro 20:30 | Dinamarca   | 27–25     | Croácia | MVM Dome, Budapest Público: 11,412 Árbitros: Marín, García |
| 22 de Janeiro 20:30 | M. Hansen 8 | (12–11)   | Marić 8 | MVM Dome, Budapest Público: 11,412 Árbitros: Marín, García |
| 22 de Janeiro 20:30 | 1×          | Relatório | 4× 2×   | MVM Dome, Budapest Público: 11,412 Árbitros: Marín, García |

| 24 de Janeiro 11:30 | Islândia      | 22–23     | Croácia | MVM Dome, Budapest Público: 4,522 Árbitros: Schulze, Tönnies |
| 24 de Janeiro 11:30 | Thorkelsson 6 | (12–10)   | Lučin 6 | MVM Dome, Budapest Público: 4,522 Árbitros: Schulze, Tönnies |
| 24 de Janeiro 11:30 | 2× 1×         | Relatório | 3× 1×   | MVM Dome, Budapest Público: 4,522 Árbitros: Schulze, Tönnies |

| 24 de Janeiro 14:00 | Dinamarca | 35–23     | Países Baixos | MVM Dome, Budapest Público: 4,557 Árbitros: Nikolov, Nachevski |
| 24 de Janeiro 14:00 | Gidsel 9  | (21–12)   | Baijens 6     | MVM Dome, Budapest Público: 4,557 Árbitros: Nikolov, Nachevski |
| 24 de Janeiro 14:00 | 1×        | Relatório | 3×            | MVM Dome, Budapest Público: 4,557 Árbitros: Nikolov, Nachevski |

| 24 de Janeiro 16:30 | Montenegro   | 27–36     | França | MVM Dome, Budapest Público: 4,582 Árbitros: Kurtagic, Wetterwik |
| 24 de Janeiro 16:30 | M. Vujović 7 | (12–16)   | Mem 7  | MVM Dome, Budapest Público: 4,582 Árbitros: Kurtagic, Wetterwik |
| 24 de Janeiro 16:30 | 1×           | Relatório | 3× 1×  | MVM Dome, Budapest Público: 4,582 Árbitros: Kurtagic, Wetterwik |

| 26 de Janeiro 11:30 | Montenegro    | 24–34     | Islândia     | MVM Dome, Budapest Público: 5,200 Árbitros: Marín, García |
| 26 de Janeiro 11:30 | M. Vujović 11 | (8–17)    | Magnússon 11 | MVM Dome, Budapest Público: 5,200 Árbitros: Marín, García |
| 26 de Janeiro 11:30 | 4×            | Relatório | 2× 1×        | MVM Dome, Budapest Público: 5,200 Árbitros: Marín, García |

| 26 de Janeiro 14:00 | Países Baixos | 28–28     | Croácia       | MVM Dome, Budapest Público: 5,275 Árbitros: Kurtagic, Wetterwik |
| 26 de Janeiro 14:00 | Steins 6      | (15–13)   | Martinović 12 | MVM Dome, Budapest Público: 5,275 Árbitros: Kurtagic, Wetterwik |
| 26 de Janeiro 14:00 | 3×            | Relatório | 3× 1×         | MVM Dome, Budapest Público: 5,275 Árbitros: Kurtagic, Wetterwik |

| 26 de Janeiro 14:00 | Dinamarca     | 29–30     | França        | MVM Dome, Budapest Público: 5,315 Árbitros: Horáček, Novotný |
| 26 de Janeiro 14:00 | Kirkeløkke 10 | (17–12)   | Descat, Mem 8 | MVM Dome, Budapest Público: 5,315 Árbitros: Horáček, Novotný |
| 26 de Janeiro 14:00 | 3×            | Relatório | 4× 1×         | MVM Dome, Budapest Público: 5,315 Árbitros: Horáček, Novotný |

### Grupo II
| Pos | Equipe   | Pts | J | V | E | D | GP  | GC  | SG  |
| --- | -------- | --- | - | - | - | - | --- | --- | --- |
| 1   | Espanha  | 8   | 5 | 4 | 0 | 1 | 138 | 130 | +8  |
| 2   | Suécia   | 8   | 5 | 4 | 0 | 1 | 134 | 117 | +17 |
| 3   | Noruega  | 6   | 5 | 3 | 0 | 2 | 142 | 124 | +18 |
| 4   | Alemanha | 4   | 5 | 2 | 0 | 3 | 127 | 134 | −7  |
| 5   | Rússia   | 3   | 5 | 1 | 1 | 3 | 129 | 136 | −7  |
| 6   | Polônia  | 1   | 5 | 0 | 1 | 4 | 128 | 157 | −29 |

Desempate: Espanha 32–28 Suécia
| 20 de Janeiro 11:30 | Rússia    | 23–29     | Suécia  | Ondrej Nepela Arena, Bratislava Público: 1,667 Árbitros: Lah, Sok |
| 20 de Janeiro 11:30 | Ermakov 5 | (13–16)   | Wanne 9 | Ondrej Nepela Arena, Bratislava Público: 1,667 Árbitros: Lah, Sok |
| 20 de Janeiro 11:30 | 3× 1×     | Relatório | 1×      | Ondrej Nepela Arena, Bratislava Público: 1,667 Árbitros: Lah, Sok |

| 20 de Janeiro 14:00 | Alemanha        | 23–29     | Espanha   | Ondrej Nepela Arena, Bratislava Público: 1,683 Árbitros: Bonaventura, Bonaventura |
| 20 de Janeiro 14:00 | Golla, Zieker 4 | (12–14)   | Maqueda 6 | Ondrej Nepela Arena, Bratislava Público: 1,683 Árbitros: Bonaventura, Bonaventura |
| 20 de Janeiro 14:00 | 1×              | Relatório |           | Ondrej Nepela Arena, Bratislava Público: 1,683 Árbitros: Bonaventura, Bonaventura |

| 20 de Janeiro 16:30 | Polônia   | 31–42     | Noruega     | Ondrej Nepela Arena, Bratislava Público: 1,682 Árbitros: Brunner, Salah |
| 20 de Janeiro 16:30 | Moryto 10 | (15–21)   | Barthold 10 | Ondrej Nepela Arena, Bratislava Público: 1,682 Árbitros: Brunner, Salah |
| 20 de Janeiro 16:30 | 3× 1×     | Relatório | 6× 1×       | Ondrej Nepela Arena, Bratislava Público: 1,682 Árbitros: Brunner, Salah |

| 21 de Janeiro 14:00 | Rússia     | 25–26     | Espanha  | Ondrej Nepela Arena, Bratislava Público: 2,021 Árbitros: Hansen, Madsen |
| 21 de Janeiro 14:00 | Santalov 6 | (11–12)   | Casado 7 | Ondrej Nepela Arena, Bratislava Público: 2,021 Árbitros: Hansen, Madsen |
| 21 de Janeiro 14:00 | 1×         | Relatório |          | Ondrej Nepela Arena, Bratislava Público: 2,021 Árbitros: Hansen, Madsen |

| 21 de Janeiro 14:00 | Polônia             | 18–28     | Suécia                         | Ondrej Nepela Arena, Bratislava Público: 2,021 Árbitros: Pavićević, Ražnatović |
| 21 de Janeiro 14:00 | Krajewski, Moryto 5 | (6–14)    | Mellegård, Wanne, Pettersson 4 | Ondrej Nepela Arena, Bratislava Público: 2,021 Árbitros: Pavićević, Ražnatović |
| 21 de Janeiro 14:00 | 3×                  | Relatório | 2× 1×                          | Ondrej Nepela Arena, Bratislava Público: 2,021 Árbitros: Pavićević, Ražnatović |

| 21 de Janeiro 16:30 | Alemanha | 23–28     | Noruega | Ondrej Nepela Arena, Bratislava Público: 2,021 Árbitros: Lah, Sok |
| 21 de Janeiro 16:30 | Golla 4  | (12–14)   | Toft 7  | Ondrej Nepela Arena, Bratislava Público: 2,021 Árbitros: Lah, Sok |
| 21 de Janeiro 16:30 | 2× 1×    | Relatório | 3×      | Ondrej Nepela Arena, Bratislava Público: 2,021 Árbitros: Lah, Sok |

| 23 de Janeiro 11:30 | Polônia | 29–29     | Rússia      | Ondrej Nepela Arena, Bratislava Público: 1,984 Árbitros: Bonaventura, Bonaventura |
| 23 de Janeiro 11:30 | Sićko 8 | (13–12)   | Kosorotov 8 | Ondrej Nepela Arena, Bratislava Público: 1,984 Árbitros: Bonaventura, Bonaventura |
| 23 de Janeiro 11:30 | 5× 1×   | Relatório | 5× 1×       | Ondrej Nepela Arena, Bratislava Público: 1,984 Árbitros: Bonaventura, Bonaventura |

| 23 de Janeiro 14:00 | Alemanha | 21–25     | Suécia  | Ondrej Nepela Arena, Bratislava Público: 1,992 Árbitros: Brunner, Salah |
| 23 de Janeiro 14:00 | Köster 4 | (10–12)   | Wanne 6 | Ondrej Nepela Arena, Bratislava Público: 1,992 Árbitros: Brunner, Salah |
| 23 de Janeiro 14:00 | 2×       | Relatório | 2×      | Ondrej Nepela Arena, Bratislava Público: 1,992 Árbitros: Brunner, Salah |

| 23 de Janeiro 16:30 | Espanha   | 23–27     | Noruega    | Ondrej Nepela Arena, Bratislava Público: 1,992 Árbitros: Pavićević, Ražnatović |
| 23 de Janeiro 16:30 | Maqueda 6 | (11–14)   | Barthold 6 | Ondrej Nepela Arena, Bratislava Público: 1,992 Árbitros: Pavićević, Ražnatović |
| 23 de Janeiro 16:30 | 2×        | Relatório | 6× 1×      | Ondrej Nepela Arena, Bratislava Público: 1,992 Árbitros: Pavićević, Ražnatović |

| 25 de Janeiro 11:30 | Polônia  | 27–28     | Espanha               | Ondrej Nepela Arena, Bratislava Público: 1,432 Árbitros: Lah, Sok |
| 25 de Janeiro 11:30 | Moryto 6 | (13–14)   | Solé, Casado, Gómez 4 | Ondrej Nepela Arena, Bratislava Público: 1,432 Árbitros: Lah, Sok |
| 25 de Janeiro 11:30 | 1× 2×    | Relatório | 1×                    | Ondrej Nepela Arena, Bratislava Público: 1,432 Árbitros: Lah, Sok |

| 25 de Janeiro 14:00 | Alemanha                | 30–29     | Rússia      | Ondrej Nepela Arena, Bratislava Público: 1,443 Árbitros: Pavićević, Ražnatović |
| 25 de Janeiro 14:00 | Köster, Golla, Zieker 5 | (16–12)   | Kosorotov 8 | Ondrej Nepela Arena, Bratislava Público: 1,443 Árbitros: Pavićević, Ražnatović |
| 25 de Janeiro 14:00 | 2× 1×                   | Relatório | 3×          | Ondrej Nepela Arena, Bratislava Público: 1,443 Árbitros: Pavićević, Ražnatović |

| 25 de Janeiro 16:30 | Suécia    | 24–23     | Noruega    | Ondrej Nepela Arena, Bratislava Público: 1,448 Árbitros: Hansen, Madsen |
| 25 de Janeiro 16:30 | Chrintz 6 | (9–14)    | Reinkind 6 | Ondrej Nepela Arena, Bratislava Público: 1,448 Árbitros: Hansen, Madsen |
| 25 de Janeiro 16:30 | 3×        | Relatório | 4×         | Ondrej Nepela Arena, Bratislava Público: 1,448 Árbitros: Hansen, Madsen |

## Fase Final

### Chaveamento
|  | Semifinal       | Semifinal |                |    | Final | Final |
|  |                 |           |                |    |       |       |
|  | 28 de Janeiro   |           |                |    |       |       |
|  |                 |           |                |    |       |       |
|  | França          | 33        |                |    |       |       |
|  | França          | 33        | 30 de Janeiro  |    |       |       |
|  | Suécia          | 34        |                |    |       |       |
|  | Suécia          | 34        | Suécia         | 27 |       |       |
|  | 28 de Janeiro   |           | Suécia         | 27 |       |       |
|  |                 | Espanha   | 26             |    |       |       |
|  | Espanha         | Espanha   | 26             | 29 |       |       |
|  | Espanha         |           |                | 29 |       |       |
|  | Dinamarca       | 25        |                |    |       |       |
|  | Dinamarca       | 25        | Terceiro Lugar |    |       |       |
|  |                 |           |                |    |       |       |
|  | 30 de Janeiro   |           |                |    |       |       |
|  |                 |           |                |    |       |       |
|  | França          | 32        |                |    |       |       |
|  | França          | 32        |                |    |       |       |
|  | Dinamarca (pro) | 35        |                |    |       |       |

### Semifinal
| 28 de Janeiro 14:15 | Espanha  | 29–25     | Dinamarca   | MVM Dome, Budapest Público: 7,286 Árbitros: Nikolov, Nachevski |
| 28 de Janeiro 14:15 | Gómez 11 | (13–14)   | M. Hansen 8 | MVM Dome, Budapest Público: 7,286 Árbitros: Nikolov, Nachevski |
| 28 de Janeiro 14:15 | 4× 1×    | Relatório | 3× 1×       | MVM Dome, Budapest Público: 7,286 Árbitros: Nikolov, Nachevski |

| 28 de Janeiro 16:45 | França          | 33–34     | Suécia         | MVM Dome, Budapest Público: 7,306 Árbitros: Lah, Sok |
| 28 de Janeiro 16:45 | Descat, Minne 8 | (14–17)   | Gottfridsson 9 | MVM Dome, Budapest Público: 7,306 Árbitros: Lah, Sok |
| 28 de Janeiro 16:45 | 3× 1×           | Relatório | 4× 1×          | MVM Dome, Budapest Público: 7,306 Árbitros: Lah, Sok |

#### Decisão do 5º lugar
| 28 de Janeiro 11:30 | Islândia           | 33–34 (Pro) | Noruega   | MVM Dome, Budapest Público: 7,165 Árbitros: Marín, García |
| 28 de Janeiro 11:30 | Magnússon 10       | (12–16)     | Sagosen 8 | MVM Dome, Budapest Público: 7,165 Árbitros: Marín, García |
| 28 de Janeiro 11:30 | 4× 2×              | Relatório   | 4× 1×     | MVM Dome, Budapest Público: 7,165 Árbitros: Marín, García |
| 28 de Janeiro 11:30 | 2T: 27–27 Pro: 6–7 |             |           | MVM Dome, Budapest Público: 7,165 Árbitros: Marín, García |

### Decisão do 3º lugar
| 30 de Janeiro 11:30 | França             | 32–35 (Pro) | Dinamarca | MVM Dome, Budapest Público: 10,021 Árbitros: Horáček, Novotný |
| 30 de Janeiro 11:30 | Mahé 8             | (14–13)     | Holm 10   | MVM Dome, Budapest Público: 10,021 Árbitros: Horáček, Novotný |
| 30 de Janeiro 11:30 | 4× 1×              | Relatório   | 2×        | MVM Dome, Budapest Público: 10,021 Árbitros: Horáček, Novotný |
| 30 de Janeiro 11:30 | 2T: 29–29 Pro: 3–6 |             |           | MVM Dome, Budapest Público: 10,021 Árbitros: Horáček, Novotný |

### Final
| 30 de Janeiro 14:15 | Suécia               | 27–26     | Espanha           | MVM Dome, Budapest Público: 14,238 Árbitros: Schulze, Tönnies |
| 30 de Janeiro 14:15 | Bergendahl, Ekberg 5 | (12–13)   | Figueras, Gómez 6 | MVM Dome, Budapest Público: 14,238 Árbitros: Schulze, Tönnies |
| 30 de Janeiro 14:15 | 3× 2×                | Relatório | 4×                | MVM Dome, Budapest Público: 14,238 Árbitros: Schulze, Tönnies |

## Classificação Final e Premiações
As equipes classificadas em quarto lugar em cada grupo após a conclusão da fase preliminar serão classificadas de 19 a 24, enquanto as equipes classificadas em terceiro lugar em cada grupo da fase preliminar serão classificadas de 13 a 18 de acordo com o número de pontos conquistados. Na fase principal, os lugares 7 e 8 serão atribuídos às duas equipes classificadas em quarto lugar nos grupos da fase principal, os lugares 9 e 10 às duas equipes classificadas em quinto lugar nos grupos da fase principal, os lugares 11 e 12 às duas equipes classificadas em sexto lugar nos grupos da fase principal de acordo com a quantidade de pontos conquistados pelas respectivas equipes após o término da fase principal. As vagas de 1 a 6 serão decididas pela fase final.
| Rank | Seleção              |
| ---- | -------------------- |
| 1    | Suécia               |
| 2    | Espanha              |
| 3    | Dinamarca            |
| 4    | França               |
| 5    | Noruega              |
| 6    | Islândia             |
| 7    | Alemanha             |
| 8    | Croácia              |
| 9    | Rússia               |
| 10   | Países Baixos        |
| 11   | Montenegro           |
| 12   | Polônia              |
| 13   | Chéquia              |
| 14   | Sérvia               |
| 15   | Hungria              |
| 16   | Eslovênia            |
| 17   | Bielorrússia         |
| 18   | Eslováquia           |
| 19   | Portugal             |
| 20   | Áustria              |
| 21   | Lituânia             |
| 22   | Macedônia do Norte   |
| 23   | Bósnia e Herzegovina |
| 24   | Ucrânia              |

|  | Classificada para o Campeonato Mundial de Handebol Masculino de 2023 |
|  | Classificada para o Campeonato Mundial de Handebol Masculino de 2023 |

| Campeão Europeu de Handebol Masculino 2022 · Suécia · Quinto Título Elenco: Peter Johannesson, Jonathan Carlsbogård, Isak Persson, Emil Mellegård, Max Darj, Felix Möller, Niclas Ekberg, Daniel Pettersson, Andreas Palicka, Hampus Wanne, Fredric Pettersson, Felix Claar, Lucas Pellas, Albin Lagergren, Jim Gottfridsson, Linus Persson, Jonathan Edvardsson, Tobias Thulin, Oscar Bergendahl, Lukas Sandell, Eric Johansson, Karl Wallinius, Valter Chrintz. · Treinador: Glenn Solberg |

| Posição              | Jogador                   |
| -------------------- | ------------------------- |
| Goleiro              | Viktor Gísli Hallgrímsson |
| Ponta direito        | Aleix Gómez               |
| Armador direito      | Miloš Vujović             |
| Armador central      | Luc Steins                |
| Armador esquerdo     | Mathias Gidsel            |
| Ponta esquerdo       | Mikkel Hansen             |
| Pivô                 | Johannes Golla            |
| Jogador mais valiosa | Jim Gottfridsson          |
| Melhor defensor      | Oscar Bergendahl          |

## Estatísticas
| Pos. | Jogador             | Gols | Chutes | %  |
| ---- | ------------------- | ---- | ------ | -- |
| 1    | Ómar Ingi Magnússon | 59   | 80     | 74 |
| 2    | Mikkel Hansen       | 48   | 69     | 70 |
| 3    | Arkadiusz Moryto    | 47   | 62     | 76 |
| 4    | Kay Smits           | 45   | 62     | 73 |
| 4    | Hampus Wanne        | 45   | 56     | 80 |
| 6    | Hugo Descat         | 44   | 58     | 76 |
| 7    | Sander Sagosen      | 43   | 71     | 61 |
| 8    | Sebastian Barthold  | 42   | 54     | 78 |
| 9    | Aleix Gómez         | 41   | 54     | 76 |
| 9    | Miloš Vujović       | 41   | 57     | 72 |

| Pos. | Jogador                 | %  | Defesas | Chutes |
| ---- | ----------------------- | -- | ------- | ------ |
| 1    | Kevin Møller            | 40 | 42      | 104    |
| 2    | Milan Bomastar          | 39 | 9       | 23     |
| 3    | Vladimir Cupara         | 34 | 24      | 70     |
| 3    | Viktor Kireyev          | 34 | 73      | 216    |
| 3    | Tomáš Mrkva             | 34 | 36      | 106    |
| 6    | Niklas Landin Jacobsen  | 33 | 76      | 232    |
| 6    | Nikola Mitrevski        | 33 | 16      | 48     |
| 8    | Torbjørn Bergerud       | 32 | 36      | 111    |
| 8    | Vincent Gérard          | 32 | 79      | 248    |
| 8    | Gonzalo Pérez de Vargas | 32 | 60      | 186    |
| 8    | Ilya Usik               | 32 | 16      | 50     |